# Клирвју (Вашингтон)
Клирвју (енгл. Clearview) насељено је место без административног статуса у америчкој савезној држави Вашингтон.

## Демографија
По попису из 2010. године број становника је 3.324.
| Група             | 2000.    | 2010.         |
| Белци             | 0 (0,0%) | 2.919 (87,8%) |
| Афроамериканци    | 0 (0,0%) | 10 (0,3%)     |
| Азијати           | 0 (0,0%) | 91 (2,7%)     |
| Хиспаноамериканци | 0 (0,0%) | 188 (5,7%)    |
| Укупно            | 0        | 3.324         |